# 洪塘站 (福州市)
洪塘站（福州話：/uoŋ˥˥ nouŋ˥˧/）位于中华人民共和国福建省福州市仓山区闽江大道与洪塘路交叉口，是福州地铁4号线与5号线的地铁换乘站，车站5号线部分于2022年4月29日投入使用。

## 车站结构
洪塘站为双柱三跨地下四层车站：地下一层为车站站厅；地下二层为5号线站台，长265.5米，宽22.7米；地下三层为换乘平台；地下四层为4号线站台，长187.4米，宽23.9米。
| 地面层   | 出入口                               |  | 出入口                       |
| 地下一层 | 站厅                                 |  | 票务服务、自动售票机         |
| 地下二层 | 1                                    |  | 5号线 往荆溪厚屿（农林大学） |
| 地下二层 | 岛式站台，列车运行方向左侧的车门开启 |  |                              |
| 地下二层 | 2                                    |  | 5号线 往福州火车南站（阵坂） |
| 地下三层 | 换乘平台                             |  | 往来 4号线 5号线 站台        |
| 地下四层 | 1                                    |  | 4号线 往帝封江（金牛山）     |
| 地下四层 | 岛式站台，列车运行方向左侧的车门开启 |  |                              |
| 地下四层 | 2                                    |  | 4号线 往半洲（建新）         |

### 站厅
本站站厅呈顺时针旋转180°的“L”型布置，东西向部分属于4号线、南北向部分属于5号线。

#### 车站艺术
车站以“洪塘古渡”为创作主题，展现地域历史文化。车站站厅付费区中设有一幅漆画艺术墙，名为《闽水情思》。

### 站台及换乘
本站4号线站台位于洪塘路地底，呈东西向布置；5号线站台位于闽江大道地底，呈南北向布置。两线站台呈顺时针旋转180°的“L”型，且均为岛式站台。5号线站台位于地下二层，4号线站台则位于地下四层。4号线站台东端及5号线站台北端设有楼梯连接地下三层的换乘平台以便乘客换乘；另外乘客亦可通过站厅进行换乘。

### 出入口与周边
洪塘站目前开放三个出入口，其中无障碍电梯位于E出入口、卫生间位于A出入口。
| 洪塘站出入口信息            | 洪塘站出入口信息 | 洪塘站出入口信息 | 洪塘站出入口信息 |
| --------------------------- | ---------------- | ---------------- | ---------------- |
|                             |                  |                  |                  |
|                             |                  |                  |                  |
| 编号                        | 设施             | 位置             | 接驳交通         |
| 出口 · A · 1                |                  | 车站东北一口     | 洪塘地铁站       |
| 出口 · A · 2                |                  | 车站东北二口     |                  |
| 出口 · E                    |                  | 车站东南口       | 洪塘地铁站       |
| 注： 设有电梯 \| 设有卫生间 |                  |                  |                  |

## 历史
- 2018年7月，洪塘站5号线东半幅开始一期一阶段围挡施工。
- 2019年7月29日，洪塘站5号线部分基坑开挖正式启动。[4]
- 2020年4月，洪塘站4号线部分基坑开挖正式启动。
- 2020年6月30日，洪塘站换乘节点主体结构顺利封顶。[5]
- 2022年4月29日，洪塘站5号线部分启用。[1]